# Плейриты
Плейриты (от греч. pleura — ребро, бок, сторона) — парные боковые склериты сегментарного кольца членистоногих. Укреплены плейральными швами. Согласно субкоксальной теории происхождения плейритов они развиваются за счёт основного членика ноги (субкоксы), входящей в состав стенки тела в виде отдельных склеритов. Между плейритами и тергитами средне- и заднегруди у насекомых крепятся крылья, а под ними на всех грудных сегментах — ноги.